# Friedrich Knöpp
Friedrich Knöpp (* 24. Juni 1904 in Darmstadt; † 30. November 1995 ebenda) war ein deutscher Archivar und Historiker.
Knöpp wurde nach einem Studium der Geschichtswissenschaft 1928 an der Johann-Wolfgang-Goethe-Universität Frankfurt am Main promoviert. Er arbeitete seit 1931 als Archivar am Hessischen Staatsarchiv Darmstadt und leitete es von 1959 bis 1971. Er war Vorsitzender des Historischen Vereins für Hessen und Mitglied der Hessischen Historischen Kommission Darmstadt. 1984 wurde er mit der Friedrich-Behn-Medaille ausgezeichnet.

## Schriften
- Die Stellung Friedrichs II. und seiner beiden Söhne zu den deutschen Städten (= Historische Studien, Band 181). Ebering, Berlin 1928.
- Karl und Widukind. Diesterweg, Frankfurt am Main 1935.
- (Hrsg.) Die Reichsabtei Lorsch. Festschrift zum Gedenken an ihre Stiftung 764. 2 Bände, Hessische Historische Kommission, Darmstadt 1973/1977.
- (Hrsg.) Karl Esselborn: Hessische Lebensläufe. Zum 100. Geburtstag. Hessische Historische Kommission, Darmstadt 1979.
- Der Volksstaat Hessen. 1918–1945. In: Walter Heinemeyer (Hrsg.): Das Werden Hessens. Elwert, Marburg 1986, S. 697–763.